# 黄强 (1961年)
黃強（1961年2月—），男，漢族，廣東廉江人，中华人民共和国政治人物。中山大学哲學系中国哲學專業，在職研究生學歷，哲學博士。曾任广东省委统战部副部长职务，2020年11月被双开。

## 生平
1976年10月，参加工作。1985年11月加入中国共产党。工作后歷任廣東省湛江市、陽江市、雲浮市、梅州市要職，
2016年進入廣東省委員會成為統戰部副部長，同時擔任廣東省民族宗教事務委員會黨組書記、主任。2020年4月被免去省委统战部副部长职务。
2020年5月6日，廣東省紀委監委宣布黃強涉嫌嚴重違紀違法，正在接受紀律審查和監察調查；同年11月26日，遭到开除党籍、开除公职处分。